# Christen-Democratisch en Vlaams
Christen-Democratisch en Vlaams (afgekort als CD&V, sinds april 2022 gestileerd als cd&v) is een Vlaamse christendemocratische centrumpartij die met ongeveer 15% van de kiezers de op drie na grootste partij van Vlaanderen is, na de N-VA, Vlaams Belang en Vooruit. Met zo'n 40.000 leden (2021) is ze naar ledental eveneens de derde grootste partij. De partij zit in de Vlaamse en de federale regering en behoort tot de meerderheid in vier van de vijf Vlaamse provincies. Bovendien levert ze in 118 van de 285 Vlaamse gemeenten de burgemeester. CD&V is de zusterpartij van het Franstalige Les Engagés en de Duitstalige CSP.

## Geschiedenis

### Voorgeschiedenis in 19de-eeuws België
België ontstond uit het samengaan van liberalen en katholieken. In de loop van de negentiende eeuw werden de liberalen "la gauche" genoemd en de katholieken "la droite", of "le parti conservateur". Op het einde van de 19de eeuw zorgde de sociale kwestie voor een sociale bewustwording. Binnen de katholieke partij won de jonge generatie, de zogenaamde christendemocraten, aan invloed. Daardoor schoof de partij naar links op. Tijdens het interbellum dweepte de katholieke partij nochtans met radicaal rechts. Na de Tweede Wereldoorlog werd de christendemocratie de overkoepelende term voor de katholieke partij. Zo werd de CVP een centrumpartij.

### Een nieuwe naam

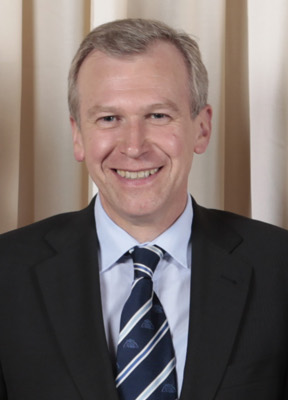
Yves Leterme

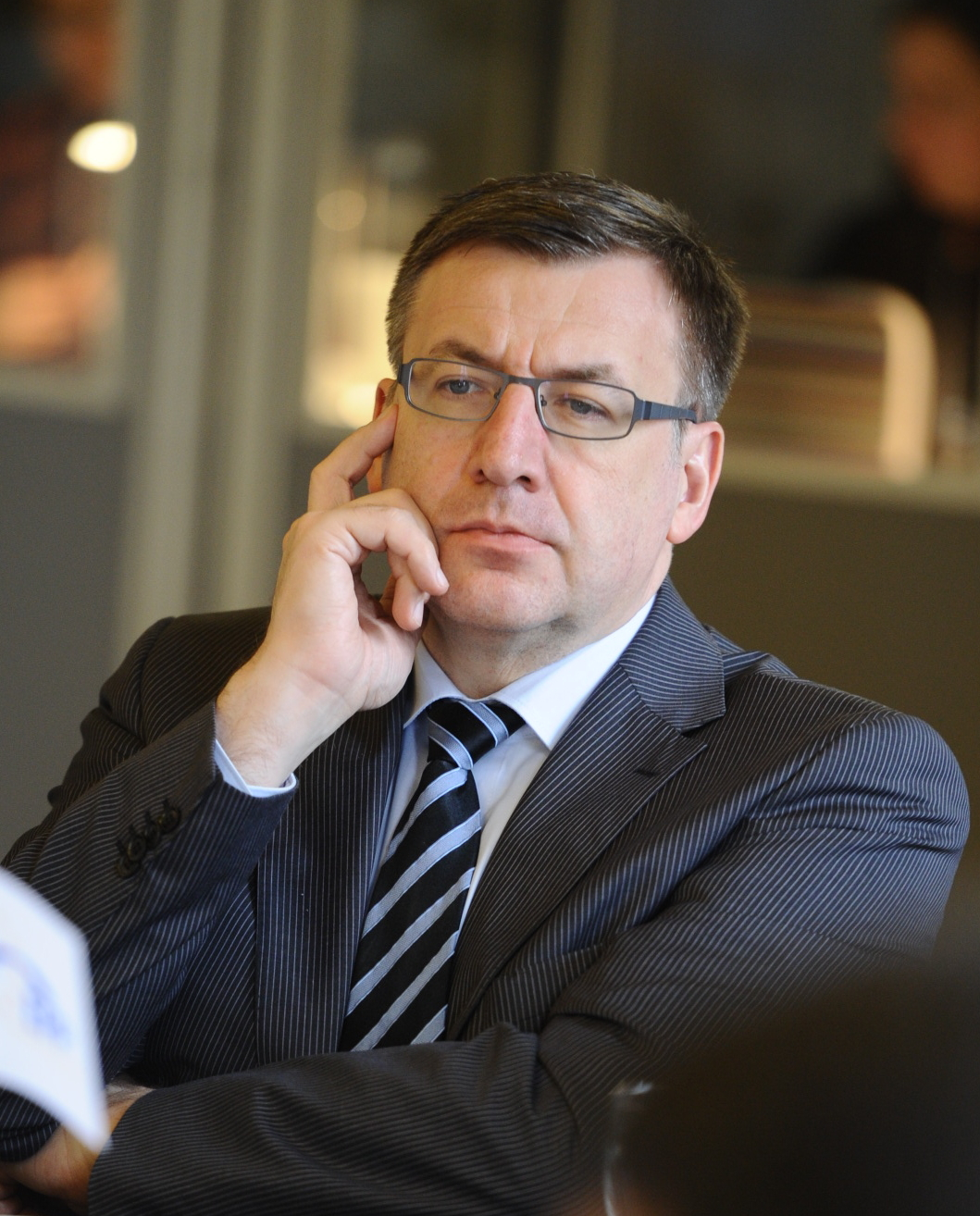
Steven Vanackere

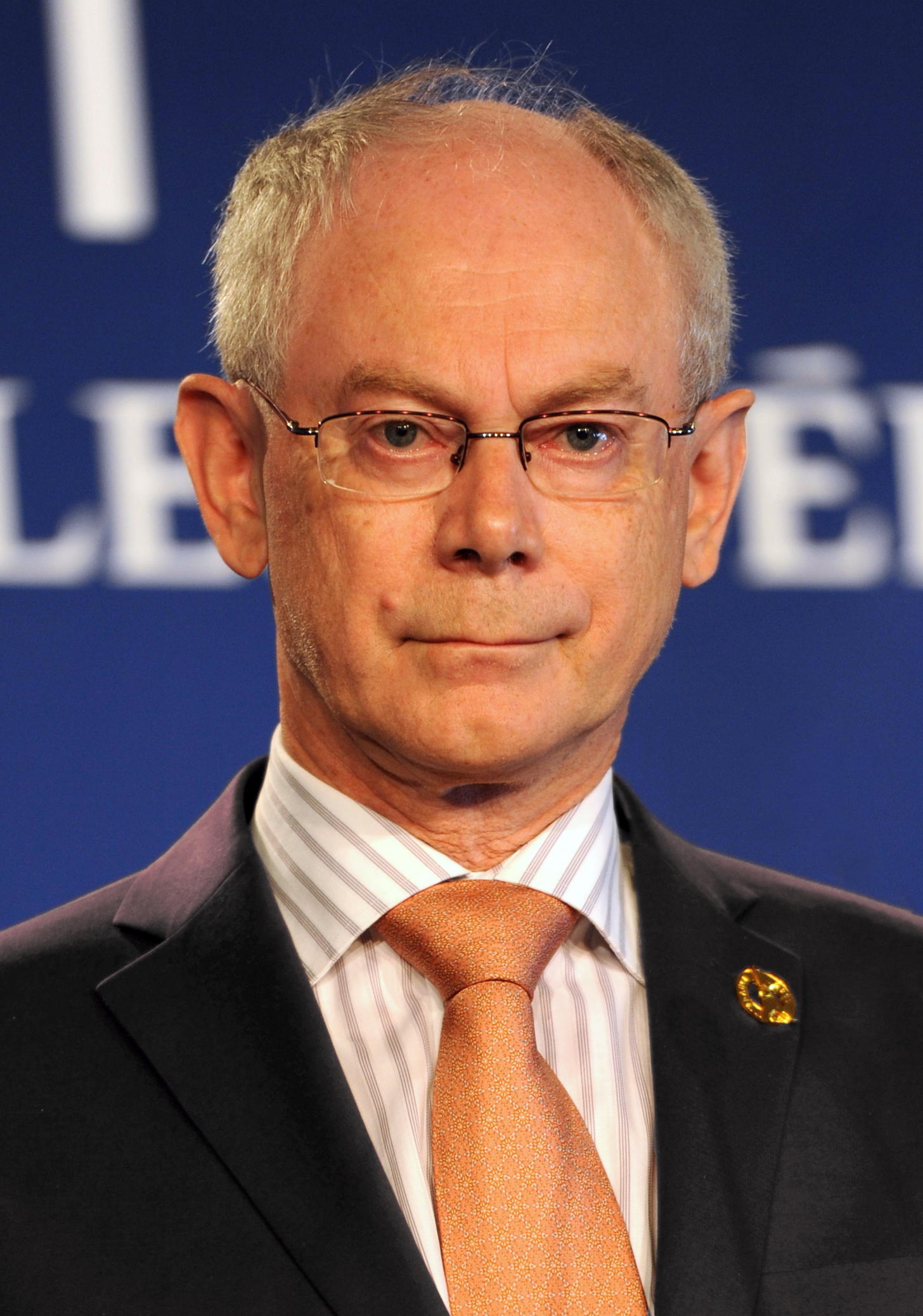
Herman Van Rompuy

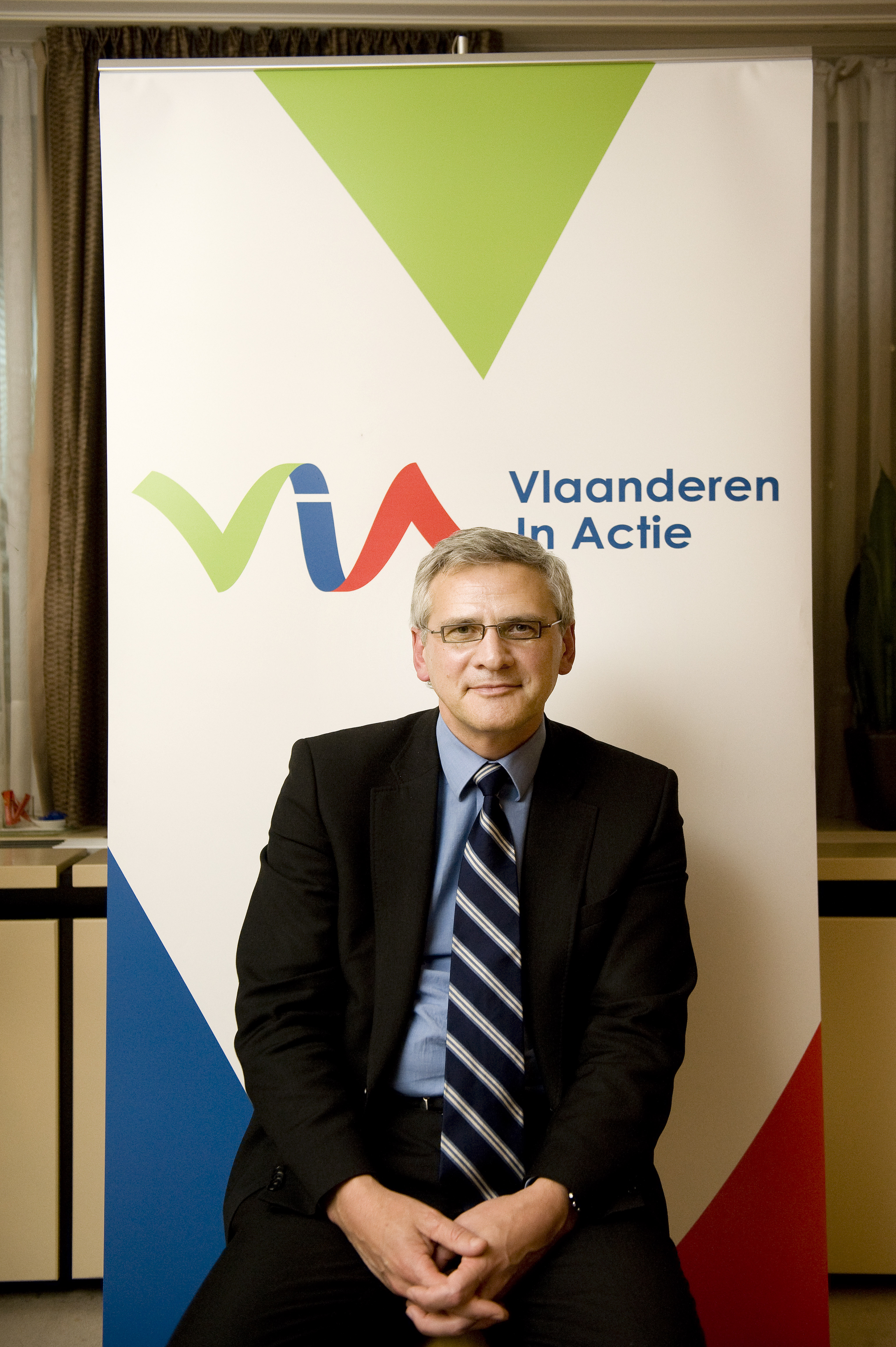
Kris Peeters

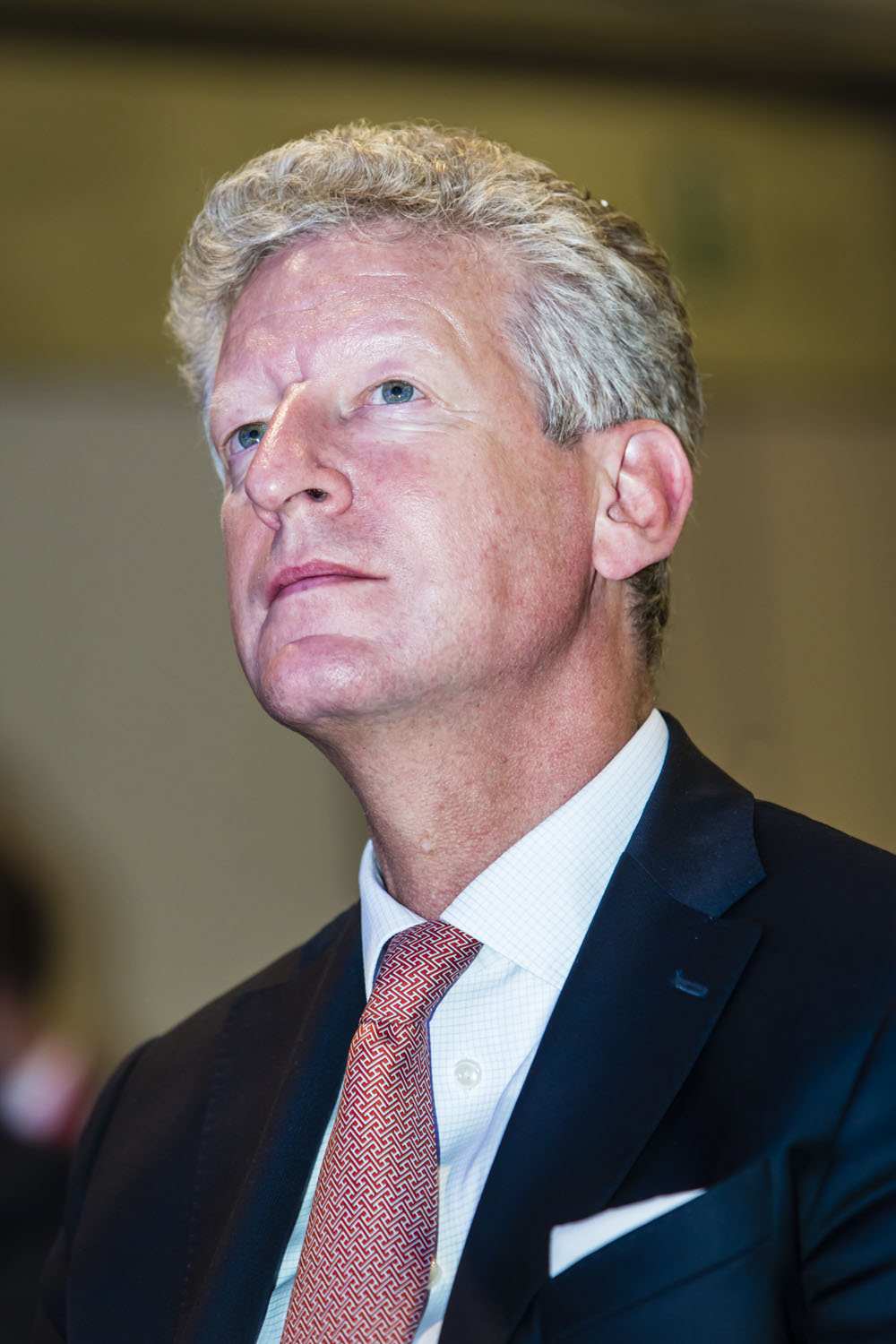
Pieter De Crem

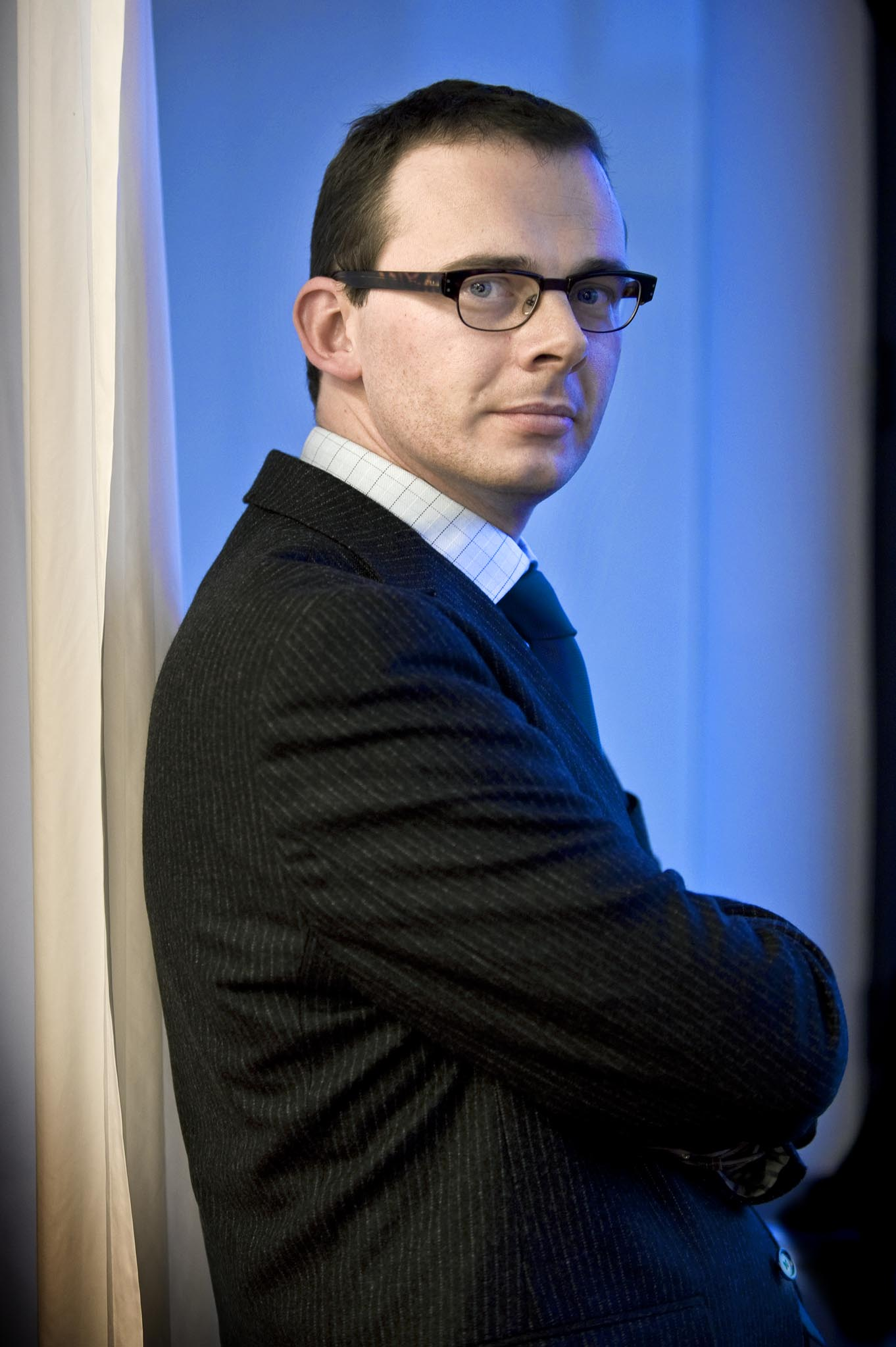
Wouter Beke

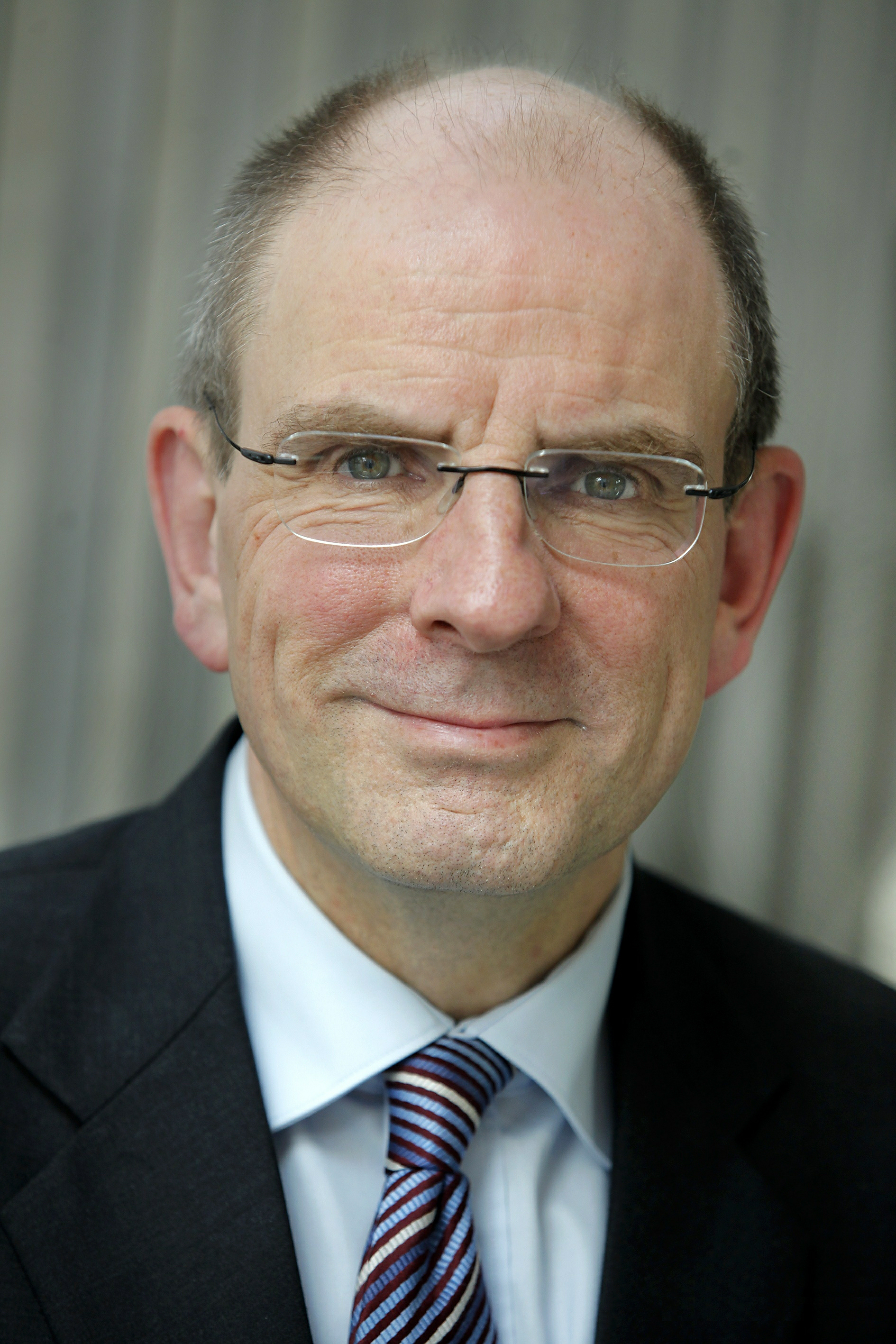
Koen Geens

Op 9 oktober 1999 werd Stefaan De Clerck gekozen tot algemeen partijvoorzitter (als opvolger van Marc Van Peel) en startte een organisatorische en ideologische hervorming. Bijgevolg veranderde de partij eind september 2001 haar naam in CD&V.
Bij de gemeenteraadsverkiezingen van 2000 zette zich enig herstel in en eind 2007, gedurende de interim-regering-Verhofstadt III, kwam de partij voor het eerst sinds de naamsverandering terug in de federale regering na 8 jaar afwezigheid.

#### De federale verkiezingen van 18 mei 2003
De uitslag van de federale parlementsverkiezingen van 2003, waarin CD&V met de mediagenieke De Clerck als kandidaat premier naar de kiezer trok, was opnieuw teleurstellend. De Clerck nam ontslag als partijvoorzitter en werd vervangen door Yves Leterme, die voorheen fractieleider in de kamer was.

#### De Europese en Vlaamse verkiezingen van 13 juni 2004
Leterme stuurde aan op een kartel met de Nieuw-Vlaamse Alliantie onder leiding van Geert Bourgeois, maar aanvankelijk mislukte dit. Uiteindelijk werden de gesprekken hervat en op 14 februari 2004 werd een akkoord voor een kartel ondertekend, het zogenaamde Valentijnskartel of Vlaams Kartel.
Bij de verkiezingen van 2004 voor het Vlaamse Parlement haalde dit kartel een overwinning met zo'n 26% van de stemmen. Na korte maar moeilijke onderhandelingen onder leiding van Yves Leterme trad op 22 juli 2004 de regering Leterme I aan, die een coalitie is van het kartel CD&V/N-VA, het kartel sp.a/spirit en het kartel VLD/Vivant. Leterme werd als partijvoorzitter opgevolgd door Jo Vandeurzen.
Het kartel met N-VA hield op met bestaan op 30 november 2006 na de komst van Jean-Marie Dedecker naar de N-VA. CD&V kon zich niet verzoenen met deze beslissing, mede doordat Jan Renders van het ACW, die traditioneel een grote invloed heeft op de partij, de komst van Dedecker streng veroordeelde. De N-VA besliste daarop Jean-Marie Dedecker niet te laten kandideren voor de federale verkiezingen in 2007, waarop hij de N-VA verliet. Het kartel tussen CD&V en N-VA werd hierop tijdelijk hersteld.

#### De gemeenteraadsververkiezingen van 8 oktober 2006
| CD&V-burgemeesters                  | 164 / 308     |
| CD&V-schepenen                      | 1.013 / 1.578 |
| CD&V-verkozenen in de gemeenteraden | 2.713 / 7.350 |
| CD&V-verkozenen in de districtraden | 69 / 211      |
| CD&V-verkozenen in de OCMW-raden    | 1.100 / 3.131 |

| Vlaamse provincieraden - kartel CD&V/N-VA | Vlaamse provincieraden - kartel CD&V/N-VA | Vlaamse provincieraden - kartel CD&V/N-VA | Vlaamse provincieraden - kartel CD&V/N-VA |
| Provincie                                 | Perc.                                     | Stemmen                                   | Zetelverdeling                            |
| ----------------------------------------- | ----------------------------------------- | ----------------------------------------- | ----------------------------------------- |
| Antwerpen                                 | 26,5%                                     | 291.716                                   | 24 / 84                                   |
| Limburg                                   | 32,11%                                    | 172.972                                   | 26 / 75                                   |
| Oost-Vlaanderen                           | 27,35%                                    | 265.199                                   | 25 / 84                                   |
| Vlaams-Brabant                            | 29,35%                                    | 202.120                                   | 25 / 84                                   |
| West-Vlaanderen                           | 37,64%                                    | 300.536                                   | 36 / 84                                   |

#### De federale verkiezingen van 10 juni 2007
Op 28 februari 2007 werd het boek "De mythe van het vrije ik. Pleidooi voor een menselijke vrijheid" van senator en huisideoloog Wouter Beke van de CD&V voorgesteld. Zijn boek geldt als de basis van het verkiezingsprogramma van deze partij, aldus partijvoorzitter Jo Vandeurzen. Daarin zullen waarden en normen een vooraanstaande plaats innemen. Het maakt ook komaf met het liberalisme met de boutade: "Liberalisme is een beschaafde vorm van recht van de sterkste". Men stelt ook dat men slechts vrij kan zijn in een samenleving als men niet naast elkaar leeft, maar in verbondenheid. Het individu met de grootste beschikkingsrechten heeft in een democratie pas een stem als hij kan terugvallen op een groep. Het verhaal is dan ook een pleidooi voor waarden en normen, voor respect en duidelijke structuren.
Medio maart 2007 raakte bekend dat Peter Leyman (45), voormalig gedelegeerd bestuurder Volvo Cars Gent, zich kandidaat stelt op de CD&V-kamerlijst voor de parlementsverkiezingen. Hij geraakte verkozen doch zag enkele maanden later teleurgesteld af van zijn mandaat. De partij gaat naar de kiezer met de slogan "Samen werkt". De voorzitter stelt dat "de verkiezingen niet zozeer gaan over punctuele maatregelen dan wel over de vraag welk soort samenleving wij willen. Voor de CD&V is dat een samenleving die meer investeert in de kwaliteit van het leven met als ankerpunten, het gezin, het verenigingsleven en de zorgmaatschappij. De nadruk komt te liggen op het "wij", niet het "ik" is van tel.
De partij organiseerde vier "dagen van morgen" met als thema's:
- het gezin
- het vrijwilligerswerk
- het sociaal-economisch beleid
- het goed bestuur dicht bij de mensen

#### Thema: het gezin
Op de "eerste dag van morgen" die ging over het gezin stelde Inge Vervotte, Vlaams minister van Welzijn een aantal gezinsvriendelijke maatregelen voor:
- optrekken bevallingsverlof van vijftien naar twintig weken
- verhoging geboortepremie
- flexibele moederschapsrust voor zelfstandigen
- geen uitbreiding van het aantal zondagse koopdagen
- instellen van een "levenslooprekening": een werknemer kan tot 10% van zijn loon sparen om later een periode van onbetaald verlof te financieren om later flexibeler verlof te kunnen nemen bv. voor de ouderzorg
- optrekken koopkracht gezin met de verhoging van de kinderbijslag en deze welvaartsvast te maken en te indexeren
- daarbuiten een groen vak op het belastingformulier dat alle ecologische steunmaatregelen zichtbaar maakt

Bij de federale verkiezingen van 10 juni 2007 behaalde het kartel CD&V en N-VA nog een grote overwinning (rond 30%) en was alzo aan zet bij de vorming van een nieuwe regering. Yves Leterme behaalde daarbij bijna 800 000 voorkeurstemmen. Kris Peeters werd Vlaams minister-president. Na drie pogingen en lange onderhandelingen waarbij zelfs de uittredende premier Guy Verhofstadt een overgangsregering moest vormen ging Leterme I eindelijk van start. Op 23 september 2008 hield het kartel op te bestaan. Het kartel slaagde er niet in zijn verkiezingsbeloftes wat betreft onder meer de staatshervorming waar te maken, dat leidde tot onenigheid tussen de voormalige kartelpartners.

#### Regionale en Europese verkiezingen van 7 juni 2009
Bij de regionale verkiezingen van 7 juni 2009 behaalden de christendemocraten opnieuw een overwinning. In het Europees Parlement bleven ze onder leiding van oud-premier Jean-Luc Dehaene de grootste partij van het land en behielden ze hun drie zetels. Ook in het Brussels Hoofdstedelijk Parlement behielden ze hun drie zetels. In het Vlaams Parlement wonnen ze twee zetels en werd de CD&V de grootste partij met een voorsprong van meer dan zeven procent op eerste achtervolger Vlaams Belang.
Na de verkiezingen vormden CD&V, sp.a en N-VA een nieuwe Vlaamse regering onder leiding van CD&V'er Kris Peeters, de regering-Peeters II. In Brussel vormden Open Vld, CD&V en Groen! langs Nederlandstalige kant en PS, Ecolo en cdH langs Franstalige kant de regering-Picqué IV.

#### De federale verkiezingen van 13 juni 2010
Marianne Thyssen, die voorheen een carrière als Europees Parlementslid had, werd in 2008 partijvoorzitter.
Bij de federale verkiezingen van 13 juni 2010, die in het teken stonden van het communautaire, behaalden de christendemocraten onder leiding van Marianne Thyssen slechts 17 zetels en 17,6 % in de Kamer; de laagste score ooit. Marianne Thyssen - die de ondankbare taak had gekregen om lijsttrekker te zijn bij de verkiezingscampagne in de plaats van de onpopulair geworden premier Leterme - nam de verantwoordelijkheid voor de nederlaag op zich. Op 23 juni 2010 nam ze als voorzitter ontslag, wat bij sommigen tot de opmerking leidde dat de verkeerde politicus ontslag nam.
De CD&V stapte evenwel als grootste Vlaamse partij in de regering-Di Rupo. Langs Nederlandstalige kant was dat samen met sp.a en Open Vld, langs Franstalige kant kwamen daar nog PS, MR en cdH bij. CD&V leverde met Pieter De Crem de eerste vicepremier. Deze regering realiseerde de splitsing van de kieskring Brussel-Halle-Vilvoorde en de zesde staatshervorming.

#### De gemeenteraadsverkiezingen van 14 oktober 2012
Bij de lokale verkiezingen van 14 oktober 2012 bleef CD&V de grootste partij op gemeentelijk niveau. Ze slaagde er evenwel niet in om het kartelresultaat van 2006 te evenaren. Voor de provincieraad haalde de partij over heel Vlaanderen ruim 21%. In Limburg en West-Vlaanderen bleef CD&V de grootste partij; in de drie andere provincies was ze de tweede partij, telkens na de N-VA. CD&V bleef wel deel uitmaken van de meerderheid in alle Vlaamse provincies; op de provincie Antwerpen na telkens als grootste partij.

### Overzicht uitslagen
Resultaten van de federale verkiezingen voor de Kamer van volksvertegenwoordigers van 1971 tot heden. De uitslagen van 1971 tot 1999 zijn de resultaten van de CVP. Het resultaat van 2003 is van de CD&V, dat van 2007 van CD&V/N-VA. Vanaf 2010 zijn het opnieuw resultaten van de CD&V.

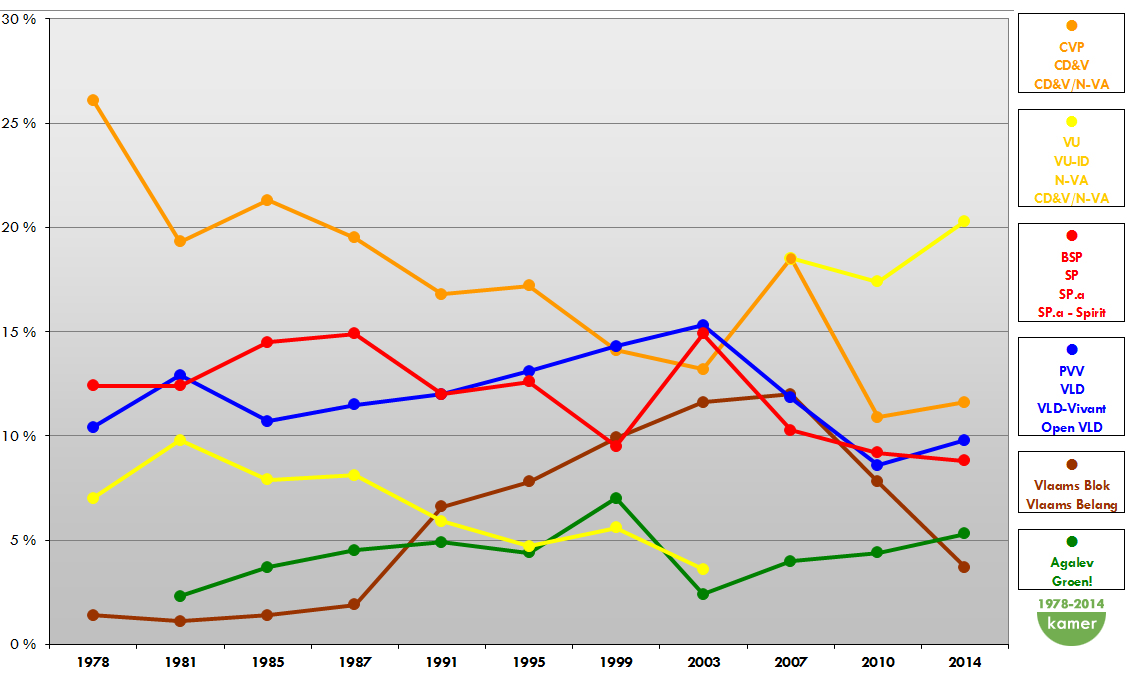
De grootste zes Vlaamse partijen en hun behaalde resultaten voor de Kamer van volksvertegenwoordigers. Van 1978 tot en met 2014, uitgedrukt in procenten voor 'Het Rijk'.

## Politiek gedachtegoed
Daar waar de Katholieke Partij in de 19de en begin 20e eeuw een conservatieve partij was, heeft de CVP zich na de Tweede Wereldoorlog als christelijk geïnspireerde centrumpartij (volkspartij) geprofileerd met aandacht voor de arbeidersklasse.
Het huidige CD&V is een Vlaamse partij die zich baseert op het christelijke gedachtegoed. Haar kernwaarden omvatten het belang van het gezin en families, het bevorderen van een respectvolle en warme samenleving, en het erkennen van de intrinsieke waarde van ieder individu. De partij legt een sterke nadruk op welzijn, zorg en gezondheid, alsook op het streven naar een rechtvaardig inkomen voor alle burgers. Echter, op ethisch vlak hanteert CD&V conservatieve standpunten, met name omtrent kwesties zoals abortus en euthanasie, waarbij de partij terughoudend staat tegenover snelle versoepelingen. Door het verenigen van deze conservatieve ethiek met progressieve sociaaleconomische beleidslijnen wordt CD&V vaak beschouwd als een 'centrumpartij'. In haar bestuurlijke activiteiten koestert CD&V nauwe banden met het maatschappelijk middenveld, waaronder vakbonden, beroepsfederaties en diverse verenigingen. Hierbij streeft de partij ernaar de stem te vertegenwoordigen van landelijke gebieden en de agrarische sector.
CD&V is een sterk pro-Europese partij en leverde met Herman Van Rompuy de Voorzitter van de Europese Raad van 2010 tot 2014.
Op verzoek van VRT NWS verwoordt de CD&V in 2024 haar drie belangrijkste standpunten als volgt:
- CD&V wil een grote fiscale hervorming doorvoeren die de belastingen op het loon van werkende mensen fundamenteel verlaagt. De partij wil dat alle werkenden netto meer overhouden op het einde van de maand: niet enkel de laagste lonen of de hoogste lonen, maar vooral de modale middenklasse gezinnen en alleenstaanden.
- Een betere work-lifebalance voor werkende gezinnen door de invoering van een familiekrediet, een nieuw model van ouderschapsverlof, met meer verlofweken, die ook kunnen opgenomen worden tot de leeftijd van 18 jaar (in plaats van de huidige 12 jaar), hogere vervangingsinkomens om minder financieel verlies te lijden, en een uitbreiding naar grootouders en plusouders, zodat gezinnen geholpen kunnen worden door familieleden.
- CD&V wil zorgen voor veilige buurten, veilige stations en een veilig uitgaansleven overal in Vlaanderen. Dit door fors te investeren in zowel meer agenten als in meer nabije politie om kleine en grote criminaliteit aan te pakken.

## Structuur

### Bestuur
| Voorzitter                     | Periode                          | Opmerkingen |
| ------------------------------ | -------------------------------- | --- |
| Stefaan De Clerck              | 29 september 2001 - 28 juni 2003 | Herkozen op 9 november 2002. |
| Yves Leterme                   | 28 juni 2003 - 22 juli 2004      | Verkozen op 27 juni 2003. Zijn taken als voorzitter werden van 16 juni tot 22 juli 2004 waargenomen door Jo Vandeurzen.                                      |
| Jo Vandeurzen                  | 16 juni 2004 - 20 december 2007  | Waarnemend voorzitter van 16 juni 2004 tot 29 oktober 2004. Verkozen op 29 oktober 2004.                                                                     |
| Etienne Schouppe               | 20 december 2007 - 20 maart 2008 | Waarnemend voorzitter. |
| Wouter Beke                    | 20 maart 2008 - 15 mei 2008      | Waarnemend voorzitter. |
| Marianne Thyssen               | 15 mei 2008 - 23 juni 2010       | Verkozen op 15 mei 2008. |
| Wouter Beke                    | 23 juni 2010 - 2 oktober 2019    | Waarnemend voorzitter van 23 juni tot 22 december 2010. Officieel verkozen tot voorzitter op 22 december 2010, herkozen op 12 december 2013 en 3 maart 2016. |
| Cindy Franssen en Griet Smaers | 8 oktober 2019 - 6 december 2019 | Waarnemende voorzitters. |
| Joachim Coens                  | 6 december 2019 - 25 juni 2022   | Verkozen op 6 december 2019. |
| Sammy Mahdi                    | 25 juni 2022 - heden             | Verkozen op 25 juni 2022. Herkozen op 16 mei 2025. |

### Secretarissen
| Periode     | Secretaris-generaal |
| ----------- | ------------------- |
| 2001 - 2003 | Jo Vandeurzen       |
| Periode     | Algemeen secretaris |
| 2003 - 2011 | Pieter Demeester    |
| 2011 - 2019 | Jonathan Cardoen    |
| Periode     | Politiek secretaris |
| 2003 - 2004 | Jo Vandeurzen       |
| 2004 - 2007 | Etienne Schouppe    |
| 2007 - 2011 | vacant              |
| 2011 - 2012 | Ludwig Caluwé       |

### Zusterpartijen
In België zijn het Franstalige Les Engagés en de Duitstalige CSP de christendemocratische zusterpartijen van de CD&V. In het Europees Parlement behoort CD&V tot de Europese Volkspartij. Grote democratische zusterpartijen zijn er ook in Nederland (CDA, Christendemocratisch Appel) en Duitsland (CDU, Christlich Demokratische Union). In landen met sterke socialistische partijen (bijvoorbeeld Zweden) of sterke conservatieve partijen (bijvoorbeeld Frankrijk) is de betekenis van christendemocratische partijen gering (bijvoorbeeld de Kristdemokraterna in Zweden) of onbestaande.
Sommige andere EVP-leden zoals Fidesz in Hongarije en Forza Italia in Italië sluiten veel minder aan bij het CD&V-gedachtegoed.

### Standen en strekkingen
De oude Katholieke Partij was geen ledenpartij, maar een samengaan van drie standen: het Algemeen Christelijk Werknemersverbond (ACW), een middenstandsvleugel (thans de Unie van Zelfstandige Ondernemers of UNIZO) en een kleine maar bijzonder invloedrijke landbouwvleugel (de Boerenbond). Bij de oprichting van de Christelijke Volkspartij werden de standen afgeschaft en koos men voor een ledenpartij. In de praktijk bleven de standen zeer belangrijk, en hoewel de invloed van die groeperingen sinds de voorbije decennia teruggedrongen is, vormen zij nog steeds de belangrijkste basis voor de partij.
Hoewel CD&V zich profileert als een centrumpartij, spreekt men vaak over een centrumrechtse en conservatieve vleugel enerzijds en anderzijds een centrumlinkse vleugel. De eerste groep wordt grotendeels vertegenwoordigd door personen als Herman Van Rompuy en zijn broer, Eric Van Rompuy, Hugo Vandenberghe en Pieter De Crem; wat deze conservatieve vleugel gemeen heeft is om de nadruk te leggen op ethische thema's, een respectvolle en plichtsbewuste samenleving, een sterke nadruk op de Vlaamse regio met eventueel centrumrechtse posities op socio-economische vraagstukken. De linkse vleugel bestaat uit mensen van het ACW, zoals vakbondslid Greta D'Hondt, Brigitte De Pauw van Familiehulp en Luc Goutry van de Christelijke Mutualiteit. Over het algemeen legt deze groep de nadruk op de centristische positie op het socio-economische en de concepten van solidariteit en rechtvaardigheid binnen de christendemocratie.

### Studiedienst
Sinds 2002 heeft CD&V een eigen studiedienst, aanvankelijk genaamd Ceder (Centrum voor Democratische Reflectie). Tot dan deelde de partij nog de unitaire studiedienst Cepess met de Franstalige christendemocraten.

## Politieke mandaten

### Verleden

#### Overzicht deelnames federale regering
| Regering        | Premier           | Partijen                                   | Van              | Tot              |
| --------------- | ----------------- | ------------------------------------------ | ---------------- | ---------------- |
| Verhofstadt III | Guy Verhofstadt   | CD&V/cdH, Open Vld/MR, PS                  | 21 december 2007 | 20 maart 2008    |
| Leterme I       | Yves Leterme      | CD&V/cdH, Open Vld/MR, PS                  | 20 maart 2008    | 30 december 2008 |
| Van Rompuy      | Herman Van Rompuy | CD&V/cdH, Open Vld/MR, PS                  | 30 december 2008 | 25 november 2009 |
| Leterme II      | Yves Leterme      | CD&V/cdH, Open Vld/MR, PS                  | 25 november 2009 | 6 december 2011  |
| Di Rupo         | Elio Di Rupo      | CD&V/cdH, Open Vld/MR, PS/sp.a             | 6 december 2011  | 11 oktober 2014  |
| Michel I        | Charles Michel    | CD&V, Open Vld/MR, N-VA                    | 11 oktober 2014  | 9 december 2018  |
| Michel II       | Charles Michel    | CD&V, Open Vld/MR                          | 9 december 2018  | 27 oktober 2019  |
| Wilmès I        | Sophie Wilmès     | CD&V, Open Vld/MR                          | 27 oktober 2019  | 17 maart 2020    |
| Wilmès II       | Sophie Wilmès     | CD&V, Open Vld/MR                          | 17 maart 2020    | 1 oktober 2020   |
| De Croo         | Alexander De Croo | CD&V, Open Vld/MR, PS/Vooruit, Ecolo/Groen | 1 oktober 2020   | 3 februari 2025  |
| De Wever        | Bart De Wever     | N-VA, MR, CD&V/Les Engagés, Vooruit        | 3 februari 2025  | heden            |

#### Overzicht Vlaamse Regeringsdeelnames
| Regering             | Minister-president   | Partijen                           | Periode    |
| -------------------- | -------------------- | ---------------------------------- | ---------- |
| Regering-Leterme     | Yves Leterme         | CD&V-N-VA, sp.a-Spirit, VLD-Vivant | 2004-2007  |
| Regering-Leterme     | Yves Leterme         | CD&V-N-VA, sp.a-Spirit, Open Vld   | 2004-2007  |
| Regering-Peeters I   | Kris Peeters         | CD&V-N-VA, sp.a-Spirit, Open Vld   | 2007-2009  |
| Regering-Peeters I   | Kris Peeters         | CD&V, sp.a-Spirit, Open Vld        | 2007-2009  |
| Regering-Peeters I   | Kris Peeters         | CD&V, sp.a, Open Vld               | 2007-2009  |
| Regering-Peeters II  | Kris Peeters         | CD&V, sp.a, N-VA                   | 2009-2014  |
| Regering-Bourgeois   | Geert Bourgeois      | N-VA, CD&V, Open Vld               | 2014-2019  |
| Regering-Homans      | Liesbeth Homans      | N-VA, CD&V, Open Vld               | 2019       |
| Regering-Jambon      | Jan Jambon           | N-VA, CD&V, Open Vld               | 2019-2024  |
| Regering-Diependaele | Matthias Diependaele | N-VA, Vooruit, CD&V                | 2024-heden |

#### Gewezen en huidige ministers
Minister en staatssecretaris van de CD&V waren en zijn:
- Wouter Beke
- Hendrik Bogaert
- Jo Brouns
- Hilde Crevits
- Benjamin Dalle
- Stefaan De Clerck
- Pieter De Crem
- Nicole de Moor
- Carl Devlies
- Koen Geens
- Veerle Heeren
- Yves Leterme
- Sammy Mahdi
- Nathalie Muylle
- Kris Peeters
- Joke Schauvliege
- Etienne Schouppe
- Steven Vanackere
- Jo Vandeurzen
- Vincent Van Peteghem
- Herman Van Rompuy
- Servais Verherstraeten
- Annelies Verlinden
- Inge Vervotte

### Heden

#### Op Europees niveau
Bij de verkiezingen voor het Europees Parlement op 9 juni 2024 behaalde CD&V 13,2 % van de stemmen in het Nederlandse kiescollege, oftewel 8,3 % van de stemmen voor het hele Rijk. Dat leverde 2 van de 13 Nederlandstalige verkozenen op, oftewel 2 van de 22 Belgische verkozenen. Daarmee was CD&V de derde partij in het Nederlands kiescollege, na Vlaams Belang en N-VA.
De verkozenen voor het Europees Parlement zijn:
- Wouter Beke
- Liesbet Sommen

#### Federaal niveau
Bij de verkiezingen voor het federale parlement in België op 9 juni 2024 behaalde CD&V bij de Kamerverkiezingen 8,0 % van de stemmen voor het Rijk, wat gelijk is aan 12,8 % van de Nederlandstalige stemmen. Daarmee werd CD&V de zevende partij van het land. Dit leverde CD&V 11 van de 150 Kamerzetels op, oftewel 11 van de 90 Nederlandstalige zetels.
In de Senaat werd CD&V de zevende partij. CD&V is in de Senaat vertegenwoordigd met 5 van de 60 zetels op, ofwel 5 van de 35 Nederlandstalige zetels.
Sinds 3 februari 2025 maakt CD&V deel uit van de regering-De Wever. Daarin heeft ze twee ministers.

##### Uitvoerende macht
| Federale regering De Wever | Federale regering De Wever | Federale regering De Wever                            |
| Functie                    | Naam                       | Bevoegdheid                                           |
| -------------------------- | -------------------------- | ----------------------------------------------------- |
| Vicepremier                | Vincent Van Peteghem       | Begroting, belast met Administratieve Vereenvoudiging |
| Minister                   | Annelies Verlinden         | Justitie, belast met Noordzee                         |

##### Wetgevende macht

###### Kamer van volksvertegenwoordigers
- Franky Demon
- Nawal Farih (fractievoorzitter)
- Tine Gielis
- Leentje Grillaert
- Nahima Lanjri
- Sammy Mahdi
- Steven Matheï
- Nathalie Muylle
- Koen Van den Heuvel
- Els Van Hoof
- Phaedra Van Keymolen

###### Senaat
- Benjamin Dalle (fractievoorzitter)
- Bianca Debaets
- Stijn De Roo
- Katrien Partyka
- Peter Van Rompuy

#### Regionaal niveau
Bij de verkiezingen van 9 juni 2024 werd CD&V met 13,0 % de vierde partij van Vlaanderen, na de N-VA, Vlaams Belang en Vooruit. Dat leverde 16 van de 124 zetels van het Vlaams Parlement op. Sinds 30 september 2024 maakt CD&V deel uit van de regering-Diependaele bestaande uit CD&V, N-VA en Vooruit. Hierin levert ze twee ministers.
Bij de verkiezingen voor het Brussels Hoofdstedelijk Parlement op dezelfde dag behaalde CD&V 6,3 % van de Nederlandstalige stemmen. Daarmee was CD&V de achtste Nederlandstalige partij.
CD&V behaalde 1 van de 17 zetels van de Nederlandse taalgroep, ofwel 1 van de 89 zetels van het volledige Brusselse Hoofdstedelijke Parlement.

##### Uitvoerende macht
| Vlaamse regering Diependaele | Vlaamse regering Diependaele | Vlaamse regering Diependaele |
| Functie                      | Naam                         | Bevoegdheid |
| ---------------------------- | ---------------------------- | --- |
| Viceminister-president       | Hilde Crevits                | Binnenland, Steden- en Plattelandsbeleid, Samenleven, Integratie en Inburgering, Bestuurszaken, Sociale Economie en Zeevisserij |
| Minister                     | Jo Brouns                    | Omgeving en Landbouw |

##### Wetgevende macht

###### Vlaams Parlement
- Robrecht Bothuyne
- Gilles Bultinck
- An Christiaens
- Kris Declercq
- Nicole de Moor
- Stijn De Roo
- Bart Dochy
- Sofie Mertens
- Katrien Partyka
- Kris Poelaert
- Katrien Schryvers
- Toon Vandeurzen
- Loes Vandromme
- Mien Van Olmen
- Peter Van Rompuy (fractievoorzitter)
- Brecht Warnez

###### Brussels Hoofdstedelijk Parlement
- Benjamin Dalle (fractievoorzitter)

#### Provinciaal niveau
Bij de provincieraadsverkiezingen op 13 oktober 2024 behaalde CD&V in de vijf Vlaamse provincies 19,2 % van de stemmen, goed voor 40 van de 175 provincieraadszetels. Daarmee werd CD&V de tweede partij van Vlaanderen, na N-VA. In Limburg en West-Vlaanderen werd de partij de grootste partij, in Vlaams-Brabant de tweede grootste partij na N-VA en in Antwerpen en Oost-Vlaanderen de derde grootste partij, na N-VA en Vlaams Belang.
Na de verkiezingen kwam CD&V in vier van de vijf provincies in de meerderheid: in Limburg en West-Vlaanderen als grootste partij, in Vlaams-Brabant en Oost-Vlaanderen als de tweede partij. In West-Vlaanderen en Oost-Vlaanderen stapte CD&V in een coalitie met N-VA en Vooruit, in Vlaams-Brabant ging ze in zee met N-VA en Open Vld en in Limburg ging ze deel uitmaken van een vierpartijencoalitie met N-VA, Vooruit en Open Vld.
| Vlaamse provincieraden | Vlaamse provincieraden | Vlaamse provincieraden | Vlaamse provincieraden |
| Provincie              | Perc.                  | Stemmen                | Zetelverdeling         |
| ---------------------- | ---------------------- | ---------------------- | ---------------------- |
| Antwerpen              | 14,5 %                 | 116.862                | 5 / 36                 |
| Limburg                | 25,3 %                 | 99.157                 | 10 / 31                |
| Oost-Vlaanderen        | 16,9 %                 | 122.887                | 7 / 36                 |
| Vlaams-Brabant         | 17,9 %                 | 93.141                 | 7 / 36                 |
| West-Vlaanderen        | 25,6 %                 | 147.814                | 11 / 36                |

##### Provincieraadsleden
- Nico Blontrock
- Karin Brouwers
- Nele Cleemput
- Claude Croes
- Jean-Emmanuel de Bethune
- Walter De Donder
- Isabelle Degezelle
- Tom Dehaene
- Christof Dejaegher
- Raf Drieskens
- Liesbeth Fransen
- Liesbet Gabriels
- Miguel Gheysens
- Kathleen Helsen
- Lukas Jacobs
- Ward Kennes
- Els Kindt
- An Knoops
- Annelies Lammertyn
- Lies Laridon
- Filip Liebaut
- Veerle Mertens
- Inge Moors
- Bart Naeyaert
- Bob Nijs
- Nele Pelgrims
- Els Roelof
- Joke Schauvliege
- Lili Stevens
- Raf Terwingen
- Tom Vandenput
- Filip Van Laecke
- Kurt Vanryckeghem
- Joop Verzele
- Thomas Vints
- Wendy Weckhuysen
- Geertrui Windels
- Luc Wouters
- Marc Wynants
- Elke Zelderloo

##### Gedeputeerden
- Jean-Emmanuel de Bethune
- Tom Dehaene
- Inge Moors
- Bart Naeyaert
- Joke Schauvliege
- Tom Vandeput

#### Lokaal niveau
Na de gemeenteraadsverkiezingen van 13 oktober 2024 mocht CD&V de burgemeester leveren in 118 van de 285 Vlaamse gemeenten. De christendemocraten bleven daarmee de partij met de meeste Vlaamse burgemeesters.

##### Burgemeesters
- Pieter De Crem (Aalter)
- Walter De Donder (Affligem)
- Rob Blockx (Arendonk)
- Koen Van Elsen (Asse)
- Trees Van Eykeren (Assenede)
- Sofie Leysen (Balen)
- Jos Sypré (Beernem)
- Bart Craane (Beerse)
- Jo Vander Meylen (Beersel)
- Hans Vandenberg (Bekkevoort)
- Walter Horemans (Berlaar)
- Thomas Vints (Beringen)
- Kristof Cattie (Bever)
- Marc Van de Vijver (Beveren-Kruibeke-Zwijndrecht)
- Johan Vanhulst (Bierbeek)
- Stijn Van Baelen (Bocholt)
- Greet De bruyn (Bornem)
- Dirk De fauw (Brugge)
- Geert Hofmans (Buggenhout)
- Joachim Coens (Damme)
- Louis Vanderbeeken (Deerlijk)
- Rutger De Reu (Deinze)
- Leen Dierick (Dendermonde)
- Geert Cluckers (Diest)
- Koen Loete (Eeklo)
- Tom Van Keymolen (Erpe-Mere)
- Marlon Pareijn (Geel)
- Wim Dries (Genk)
- Fernand Van Trimpont (Geraardsbergen)
- Phaedra Van Keymolen (Haaltert)
- Erik Van Roelen (Halen)
- Tom Cox (Hamont-Achel)
- Dirk Van Noten (Heist-op-den-Berg)
- Luc Bouckaert (Hemiksem)
- Luc Peetermans (Herselt)
- Joris Verbaeten (Hoegaarden)
- Bram Van Baelen (Holsbeek)
- Tinne Rombouts (Hoogstraten)
- Jeroen Vandromme (Houthulst)
- Elien Bergmans (Hulshout)
- Katrien Desomer (Ieper)
- Frank Casteleyn (Jabbeke)
- Lukas Jacobs (Kalmthout)
- Kris Leaerts (Kampenhout)
- Mathias Diricx (Kapelle-op-den-Bos)
- Pieter Claeys (Kaprijke)
- Ward Kennes (Kasterlee)
- Peter Nies (Kinrooi, waarnemend)
- Karolien Damman (Kortemark)
- Kristof Mollu (Kortenaken)
- Alexandra Thienpont (Kortenberg)
- Joop Verzele (Kruisem)
- Francis Benoit (Kuurne)
- Tine Gielis (Laakdal)
- Lieven Vanbelleghem (Langemark-Poelkapelle)
- Jan Vanderstraeten (Lebbeke)
- Geertrui Vandevelde (Lede)
- Bart Dochy (Ledegem)
- Carine Dewaele (Lendelede)
- Marleen Kauffmann (Leopoldsburg)
- Rita Beeusaert-Pattyn (Lichtervelde)
- Jurgen Soetens (Lierde)
- Kim Martens (Lievegem)
- Marc Wynants (Linter)
- Bob Nijs (Lommel)
- Luc Wouters (Lummen)
- Gunter Haeldermans (Maaseik)
- Raf Terwingen (Maasmechelen)
- Koenraad De Ceuninck (Maldegem)
- Wim Caeyers (Mol)
- Thomas Van Ongeval (Nazareth-De Pinte, waarnemend)
- Dries Deferm (Nieuwerkerken)
- Kris Vandecasteele (Nieuwpoort)
- Kris Gebruers (Olen)
- Jan de Keyser (Oostkamp)
- Luc Derudder (Oostrozebeke)
- Bart Clerckx (Oud-Heverlee)
- Ilse Wevers (Oudsbergen)
- Kris Poelaert (Pajottegem)
- Steven Matheï (Peer)
- Dennis Fransen (Pelt)
- Peter Van Cutsem (Pepingen)
- Denis Fraeyman (Pittem)
- Christof Dejaegher (Poperinge)
- Glenn Smits (Putte)
- Koen Van den Heuvel (Puurs-Sint-Amands)
- Nic Andriessen (Ravels)
- Mark Vos (Riemst)
- Kris Declercq (Roeselare)
- Ignace Michaux (Ronse)
- Wim Goossens (Roosdaal)
- Jelle Wouters (Rotselaar)
- Rob Mennes (Schelle)
- Patrick De Greve (Sint-Laureins)
- Herman Jongenelen (Stabroek)
- Ludwig Stillaert (Staden)
- Hugo Maes (Temse)
- Marc Heselmans (Tessenderlo-Ham)
- Luc Vannieuwenhuyze (Tielt)
- Kristof Audenaert (Torhout)
- Bert De Wit (Tremelo)
- Simon Dens (Vorselaar)
- Gilles Bultinck (Vosselaar)
- Jurgen Bauwens (Waasmunster)
- Kristof Chanterie (Waregem)
- Guy Van Hirtum (Westerlo)
- Albert De Geyter (Wetteren)
- Jan Seynhaeve (Wevelgem)
- Lieven Huys (Wingene)
- Dieter Wouters (Wuustwezel)
- Luc Van Hove (Zandhoven)
- Annick Vermeulen (Zedelgem)
- Hans Knop (Zele)
- Bart Coopman (Zemst)
- Katrien Schryvers (Zoersel)
- Koen Meersseman (Zonnebeke)
- Guy Dumst (Zoutleeuw)
- Isabelle Degezelle (Zwevegem)

## Bekende (ex-)leden
- Sonja Becq
- Wouter Beke
- Ivo Belet
- Cathy Berx
- Hendrik Bogaert
- Robrecht Bothuyne
- Huub Broers
- Karin Brouwers
- Ludwig Caluwé
- Lode Ceyssens
- An Christiaens
- Sonja Claes
- Griet Coppé
- Hilde Crevits
- Benjamin Dalle
- Bianca Debaets
- Sabine de Bethune
- Carl Decaluwé
- Stefaan De Clerck
- Pieter De Crem
- Walter De Donder
- Jean-Luc Dehaene
- Tom Dehaene
- Dirk de Kort
- Leo Delcroix
- Wivina Demeester
- Jos De Meyer
- Paul Delva
- Franky Demon
- Jenne De Potter
- Mia De Schamphelaere
- Roel Deseyn
- Carl Devlies
- Leen Dierick
- Bart Dochy
- Michel Doomst
- Henri d'Udekem d'Acoz
- Jan Durnez
- Mark Eyskens
- Martine Fournier
- Cindy Franssen
- Jef Gabriels
- Koen Geens
- Brigitte Grouwels
- Veerle Heeren
- Kathleen Helsen
- Vera Jans
- Theo Kelchtermans
- Ward Kennes
- Nahima Lanjri
- Yves Leterme
- Luc Martens
- Brecht Warnez
- Reginald Moreels
- Nathalie Muylle
- Katrien Partyka
- Kris Peeters
- Joris Poschet
- Tinne Rombouts
- Johan Sauwens
- Joke Schauvliege
- Etienne Schouppe
- Katrien Schryvers
- Griet Smaers
- Miet Smet
- Valerie Taeldeman
- Paul Tant
- Raf Terwingen
- Ergün Top
- Ilse Uyttersprot
- Steven Vanackere
- Marianne Thyssen
- Steven Vanackere
- Jef Van den Bergh
- Luc Van den Brande
- Pol Van Den Driessche
- Koen Van den Heuvel
- Tom Vandenkendelaere
- Jo Vandeurzen
- Orry Van de Wauwer
- Els Van Hoof
- Tony Van Parys
- Marc Van Peel
- Vincent Van Peteghem
- Eric Van Rompuy
- Herman Van Rompuy
- Peter Van Rompuy
- Stefaan Vercamer
- Servais Verherstraeten
- Johan Verstreken
- Inge Vervotte
- Patricia Waerniers
- Veli Yüksel
- André De Groote